# Spagna ai XX Giochi olimpici invernali
La Spagna ha partecipato ai XX Giochi olimpici invernali di Torino, che si sono svolti dal 10 al 26 febbraio 2006, con una delegazione di sedici atleti.

## Biathlon
| Gara                        | Atleta                | Risultati | Risultati | Risultati   |
| Gara                        | Atleta                | Tempo     | Penalità  | Piazzamento |
| --------------------------- | --------------------- | --------- | --------- | ----------- |
| Sprint individuale maschile | Luis Alberto Hernando | 32'26"0   | 4         | 83          |
| Individuale maschile        | Luis Alberto Hernando | 1:06'54"4 | 7         | 80          |

## Freestyle
| Gara           | Atleta        | Qualificazioni | Qualificazioni | Finale          | Finale    |
| Gara           | Atleta        | Punti          | Posizione      | Punti           | Posizione |
| -------------- | ------------- | -------------- | -------------- | --------------- | --------- |
| Gobbe maschile | Nuria Montane | 11,76          | 29             | non qualificato | 29        |

## Sci alpino
| Gara      | Atleta             | 1° manche   | 2° manche | Tempo totale | Posizione |
| --------- | ------------------ | ----------- | --------- | ------------ | --------- |
| Gigante   | María José Rienda  | 1'02"28     | 1'09"85   | 2'12"13      | 13        |
| Gigante   | Carolina Ruiz      | 1'03"18     | 1'10"36   | 2'13"54      | 20        |
| Super-g   | Leyre Morlans      | 1'38"53     | 1'38"53   | 1'38"53      | 49        |
| Super-g   | María José Rienda  | non finito  |           |              |           |
| Super-g   | Carolina Ruiz      | 1'35"20     | 1'35"20   | 1'35"20      | 30        |
| Discesa   | Andreas Casasnovas | 2'06"73     | 2'06"73   | 2'06"73      | 38        |
| Discesa   | Leyre Morlans      | non finito  |           |              |           |
| Discesa   | Carolina Ruiz      | 2'01"09     | 2'01"09   | 2'01"09      | 30        |
| Combinata | Andreas Casasnovas | non partita |           |              |           |
| Combinata | Carolina Ruiz      | 41"74 46"47 | 1'31"72   | 3'00"93      | 25        |

## Sci di fondo
| Gara                   | Atleta               | Tempo d'arrivo | Posizione |
| ---------------------- | -------------------- | -------------- | --------- |
| 15 km tecnica classica | Diego Ruiz           | 41'37"9        | 46        |
| 15 km tecnica classica | Vicente Vilarrubla   | 43'47"2        | 65        |
| 30 km inseguimento     | Diego Ruiz           | 1:24'05"5      | 54        |
| Vicente Vilarrubla     | 1:19'39"8            | 31             |           |
| 50 km tecnica libera   | Juan Jesús Gutiérrez | 2:06'43"3      | 22        |
| 50 km tecnica libera   | Diego Ruiz           | 2:06'51"6      | 23        |
| 50 km tecnica libera   | Vicente Vilarrubla   | 2:09'03"1      | 42        |

| Gara                   | Atleta               | Tempo d'arrivo | Posizione |
| ---------------------- | -------------------- | -------------- | --------- |
| 10 km tecnica classica | Laia Aubert Torrents | 33'29"4        | 64        |
| 10 km tecnica classica | Laura Orgue          | 33'18"6        | 63        |
| 15 km inseguimento     | Laia Aubert Torrents | 50'41"3        | 61        |
| 15 km inseguimento     | Laura Orgue          | 51'16"5        | 63        |

## Snowboard
| Gara               | Atleta            | Qualificazioni | Qualificazioni | Semifinali | Semifinali | Finale          | Finale    |
| Gara               | Atleta            | Punteggio      | Pos.           | Punteggio  | Pos.       | Punteggio       | Posizione |
| ------------------ | ----------------- | -------------- | -------------- | ---------- | ---------- | --------------- | --------- |
| Halfpipe maschile  | Iker Fernandez    | 27,0           | 22             | 27,0       | 22         | non qualificato | 28        |
| Halfpipe femminile | Queralt Castellet | 20,5           | 19             | 18,3       | 20         | non qualificata | 26        |
| Halfpipe femminile | Clara Villoslada  | 10,3           | 29             | 11,4       | 24         | non qualificata | 30        |

| Gara                     | Atleta       | Qualificazioni | Qualificazioni | Ottavi          | Quarti          | Semifinali      | Finale |
| ------------------------ | ------------ | -------------- | -------------- | --------------- | --------------- | --------------- | ------ |
| Snowboard cross maschile | Jordi Font   | 1'21"18        | 8              | 2               | 2               | 4               | 4      |
| Snowboard cross maschile | Lukas Grüner | 1'23"56        | 34             | non qualificato | non qualificato | non qualificato | 34     |